# Сан-Педро (острів, Чилі)
Сан-Педро (ісп. San Pedro) — острів у складі чилійського архіпелагу Чилое, регіон Лос-Лагос.

## Географія
Розташовується на південний схід від острова Чилое.

### Клімат
Острів знаходиться у зоні, котра характеризується морським кліматом. Найтепліший місяць — лютий із середньою температурою 11.7 °C (53 °F). Найхолодніший місяць — липень, із середньою температурою 4.4 °С (40 °F).
| Клімат о. Сан-Педро     | Клімат о. Сан-Педро | Клімат о. Сан-Педро | Клімат о. Сан-Педро | Клімат о. Сан-Педро | Клімат о. Сан-Педро | Клімат о. Сан-Педро | Клімат о. Сан-Педро | Клімат о. Сан-Педро | Клімат о. Сан-Педро | Клімат о. Сан-Педро | Клімат о. Сан-Педро | Клімат о. Сан-Педро | Клімат о. Сан-Педро |
| Показник                | Січ.                | Лют.                | Бер.                | Квіт.               | Трав.               | Черв.               | Лип.                | Серп.               | Вер.                | Жовт.               | Лист.               | Груд.               | Рік                 |
| Абсолютний максимум, °C | 25                  | 21                  | 22                  | 17                  | 18                  | 17                  | 13                  | 12                  | 17                  | 21                  | 21                  | 22                  | 25                  |
| Середній максимум, °C   | 14                  | 15                  | 13                  | 11                  | 10                  | 8                   | 7                   | 7                   | 8                   | 10                  | 11                  | 13                  | 11                  |
| Середня температура, °C | 11                  | 11                  | 10                  | 8                   | 7                   | 5                   | 4                   | 4                   | 5                   | 7                   | 8                   | 10                  | 8                   |
| Середній мінімум, °C    | 8                   | 8                   | 7                   | 5                   | 4                   | 2                   | 2                   | 2                   | 3                   | 4                   | 6                   | 7                   | 5                   |
| Абсолютний мінімум, °C  | 0                   | 2                   | 1                   | 0                   | −2                  | −7                  | −5                  | −6                  | −6                  | 0                   | 2                   | 2                   | −7                  |
| Норма опадів, мм        | 300                 | 300                 | 320                 | 260                 | 390                 | 290                 | 290                 | 270                 | 270                 | 410                 | 410                 | 330                 | 3900                |
| Днів з дощем            | 19                  | 18                  | 20                  | 17                  | 20                  | 17                  | 19                  | 18                  | 18                  | 21                  | 20                  | 21                  | 232                 |
| Вологість повітря, %    | 86                  | 87                  | 90                  | 91                  | 92                  | 91                  | 92                  | 90                  | 89                  | 88                  | 90                  | 86                  | 89                  |
| ----------------------- | ------------------- | ------------------- | ------------------- | ------------------- | ------------------- | ------------------- | ------------------- | ------------------- | ------------------- | ------------------- | ------------------- | ------------------- | ------------------- |
| Джерело: Weatherbase    |                     |                     |                     |                     |                     |                     |                     |                     |                     |                     |                     |                     |                     |